# الیم، هلند
الیم (به هلندی: Elim) یک منطقهٔ مسکونی در هلند است که در هوخه‌فین واقع شده‌است. الیم ۲٬۹۹۳ نفر جمعیت دارد.